# Hyperplasie de l'endomètre
 (janvier 2016).
Si vous disposez d'ouvrages ou d'articles de référence ou si vous connaissez des sites web de qualité traitant du thème abordé ici, merci de compléter l'article en donnant les références utiles à sa vérifiabilité et en les liant à la section « Notes et références ».

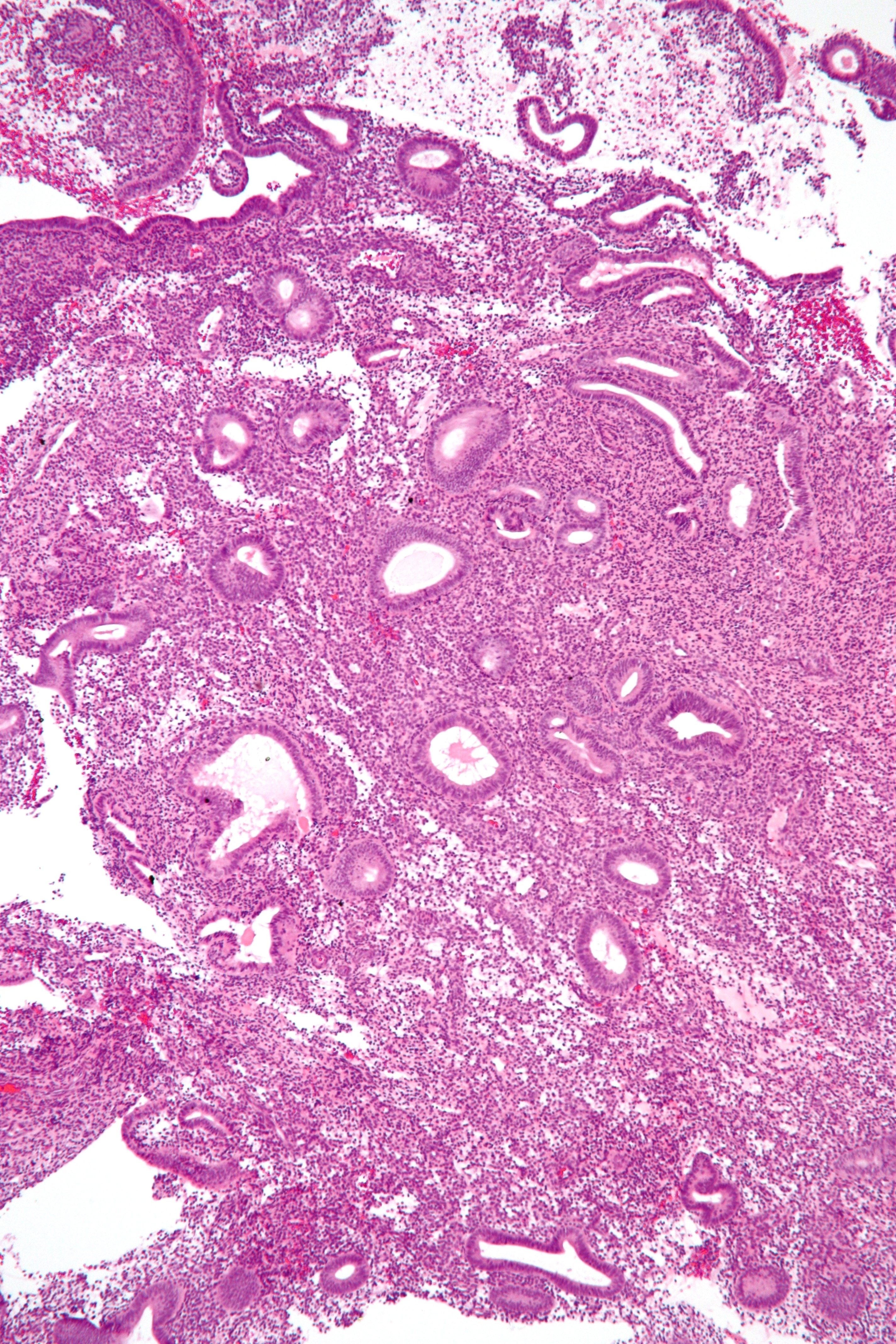
Biopsie endométriale révélant une hyperplasie simple.

L'hyperplasie endométriale est une prolifération bénigne de l'endomètre dans l'utérus. L'hyperplasie endométriale est classée en fonction de sa cytologie et du tissu glandulaire. Elle peut être simple, complexe et atypique, avec un risque croissant d'évolution vers un cancer de l'endomètre.

## Types
- Hyperplasie endométriale simple (hyperplasie simple de l'endomètre)
- Hyperplasie endométriale complexe
- Hyperplasie endométriale atypique

## Causes
La cause de l'hyperplasie endométriale est la production excessive  d'oestrogènes. On trouve une relation entre cette hyperoestrogènie et l'insuffisance lutéale, notamment durant la préménopause.